# Agaricus subgibbosus
Agaricus subgibbosus är en svampart som beskrevs av Fr. 1838. Agaricus subgibbosus ingår i släktet champinjoner och familjen Agaricaceae.   Inga underarter finns listade i Catalogue of Life.